# Wereldkampioenschap schaatsen allround mannen 1935
Het Wereldkampioenschap schaatsen allround 1935 werd op 16 en 17 februari in het Frogner Stadion te Oslo gehouden.
Titelhouder was de afwezige Bernt Evensen, die in het Töölön Pallokenttä in Helsinki wereldkampioen was geworden. Michael Staksrud won zijn tweede titel.

## Eindklassement
| Rang   | Schaatser           | Land        | Punten  | 500m      | 5000m       | 1500m        | 10.000m       |
| ------ | ------------------- | ----------- | ------- | --------- | ----------- | ------------ | ------------- |
| Goud   | Michael Staksrud    | Noorwegen   | 196.425 | 43,9 (3)  | 8.30,0 (1)  | 2.24,3 (3)   | 17.48,5 (1)   |
| Zilver | Ivar Ballangrud     | Noorwegen   | 198.620 | 45,4 (6)  | 8.34,6 (2)  | 2.23,4 (1)   | 17.59,2 (4)   |
| Brons  | Hans Engnestangen   | Noorwegen   | 199.305 | 43,7 (2)  | 8.44,6 (4)  | 2.24,9 (5)   | 18.16,9 (7)   |
| 4      | Harry Haraldsen     | Noorwegen   | 200.455 | 43,6 (1)  | 8.50,9 (6)  | 2.24,0 (2)   | 18.35,3 (12)  |
| 5      | Charles Mathiesen   | Noorwegen   | 200.953 | 46,3 (10) | 8.40,4 (3)  | 2.26,2 (7)   | 17.57,6 (3)   |
| 6      | Birger Wasenius     | Finland     | 202.383 | 45,3 (5)  | 8.49,0 (5)  | 2.28,3 (11)  | 18.15,0 (6)   |
| 7      | Karl Wazulek        | Oostenrijk  | 203.325 | 45,4 (6)  | 8.53,8 (8)  | 2.26,7 (8)   | 18.32,9 (10)  |
| 8      | Max Stiepl          | Oostenrijk  | 204.022 | 47,0 (14) | 8.52,4 (7)  | 2.27,2 (9)   | 18.14,3 (5)   |
| 9      | Jan Langedijk       | Nederland   | 204.328 | 47,1 (15) | 8.54,8 (10) | 2.29,8 (14)  | 17.56,3 (2)   |
| 10     | Carsten Christensen | Noorwegen   | 204.773 | 46,1 (9)  | 8.55,8 (11) | 2.28,3 (11)  | 18.33,2 (11)  |
| 11     | Lou Dijkstra        | Nederland   | 206.275 | 46,5 (12) | 9.00,2 (16) | 2.29,4 (13)  | 18.39,1 (14)  |
| 12     | Armand Carlsen      | Noorwegen   | 207.752 | 48,3 (18) | 9.00,1 (15) | 2.31,4 (15)  | 18.19,5 (8)   |
| 13     | Axel Johansson      | Zweden      | 208.235 | 47,7 (17) | 8.56,8 (13) | 2.31,8 (17)  | 18.45,1 (16)  |
| 14     | Willi Sandtner      | Duitse Rijk | 208.487 | 47,1 (15) | 9.10,2 (18) | 2.31,4 (15)  | 18.38,0 (13)  |
| 15     | Jan Kalbarczyk      | Polen       | 209.035 | 49,0 (19) | 8.59,2 (14) | 2.32,7 (18)  | 18.24,3 (9)   |
| 16     | Heinz Sames         | Duitse Rijk | 211.267 | 46,8 (13) | 8.55,9 (12) | 2.44,3* (20) | 18.42,2* (15) |
| 17     | Gösta Löf           | Zweden      | 214.893 | 50,4 (20) | 9.15,4 (20) | 2.37,3 (19)  | 18.50,4 (17)  |
| NC18   | Clas Thunberg       | Finland     | 147.073 | 44,3 (4)  | 9.06,4 (17) | 2.24,4 (4)   |               |
| NC19   | Åke Ekman           | Finland     | 148.950 | 46,3 (10) | 8.54,5 (9)  | 2.27,6 (10)  |               |
| NC20   | Georg Krog          | Noorwegen   | 149.923 | 45,8* (8) | 9.14,9 (19) | 2.25,9 (6)   |               |

 * = met val
NC = niet gekwalificeerd
NF = niet gefinisht
NS = niet gestart
DQ = gediskwalificeerd